# Carl Hehner (Politiker, 1816)
Heinrich Carl August Hehner (* 1. Februar 1816 in Limburg an der Lahn; † 1. Juni 1869 in Eichberg) war ein deutscher Jurist und Abgeordneter.

## Leben
Hehner war der Sohn des Amtmanns Heinrich Karl August Hehner (1790–1842) und dessen Ehefrau Maria Susanna geborene Massing (1815–1828). Er war evangelischer Konfession und heiratete am 24. Mai 1837 in Neunkirchen (Westerwald) Friederike Louise Henriette Thies (* 27. Januar 1821 in Seck; † 6. Mai 1853 in Rennerod), der Tochter des Oberförsters Anton Thies. 
Er besuchte die Bürgerschule in Reichelsheim in der Wetterau und von 1830 bis 1834 das Gymnasium Philippinum Weilburg. Von 1834 bis 1836 studierte er Rechtswissenschaft an den Universitäten Marburg und Göttingen. Nach dem Studium wurde er Amtssekretär im Amt Rennerod und danach Rechtsanwalt in Limburg an der Lahn.
Während der Märzrevolution engagierte er sich politisch. Er war von 1848 bis 1851 Mitglied der Ständeversammlung des Herzogtums Nassau für den Wahlkreis II Rennerod/Marienberg. Im Landtag schloss er sich dem Club der Linken an. Im Juni 1849 war er Teilnehmer im Idsteiner Demokratenkongress. 
Er starb in der Landesheilanstalt Eichberg.